# Alejandro Carvajal Hidalgo
Alejandro Carvajal Hidalgo (Puebla de Zaragoza, Puebla; 2 de agosto de 1980) es un abogado, activista y político mexicano, miembro de Morena. Es miembro del Congreso de la Unión representando el distrito VI del Estado de Puebla, desde 2018.

## Biografía

### Primeros Años
Alejandro Carvajal Hidalgo, nació el 2 de agosto de 1980 en Puebla de Zaragoza. Estudió la licenciatura en la facultad de Derecho y Ciencias Sociales de la Benemérita Universidad Autónoma de Puebla. Fue dirigente Estatal de la organización social El Barzón Poblano desde el año 2011 al 2018.

### Trayectoria política
Como Dirigente Estatal de El Barzón Poblano, impulsó el apoyo al campo brindando capacitaciones y asistencia a campesinos, realizó gestiones de apoyos a distintas organizaciones del campo, e impulsó el comercio justo de las cadenas productivas de alto valor en productos como: miel, maguey, café, moringa, entre otros, asesoró legalmente a ganaderos y productores para la constitución legal de sus grupos. 
Una de las principales labores como activista social ha sido la defensa de trabajadores que cuentan con créditos hipotecarios: INFONAVIT, FOVISSSTE y banca comercial, asesorando a los derechohabientes y usuarios para el correcto manejo de sus cuentas de ahorro. También generó amparos colectivos en contra de los gasolinazos en el 2017.
En las elecciones del 2018, como candidato por la coalición Juntos Haremos Historia, conformada por el partido Movimiento de Regeneración Nacional (Morena), Partido del Trabajo (PT) y Partido Encuentro Social (PES), obtuvo un porcentaje en la votación de 55.68 por ciento con un total de 90,862 votos, teniendo el 33.5 por ciento de diferencia de votos a su más cercana competidora. Siendo el candidato para Diputado Federal más votado en el Estado de Puebla.
Durante la LXIV Legislatura, Carvajal Hidalgo, se desempeñó como secretario de la Comisión de Vivienda e integrante de las Comisiones de Seguridad Social e Infraestructura y fue electo como coordinador de los Diputados Federales de Puebla.  
En 2021 con la entrada en vigor de la reforma constitucional que permite, por primera vez, la reelección de Diputados y Senadores, Alejandro Carvajal Hidalgo, logra ser reelecto a Diputado Federal representando el Distrito VI del Estado de Puebla, siendo el único candidato de morena que logra obtener la victoria en la capital poblana.
Actualmente, forma parte de la mesa directiva del Grupo Parlamentario de Morena como Coordinador de Economía y Competitividad, es secretario de las Comisiones de Recursos Hidráulicos, Agua Potable y Saneamiento, Zonas Metropolitanas así como integrante de la Comisión de Energía de la LXV Legislatura en la Honorable Cámara de Diputados.